# Kindlahöjden
Kindlahöjden är ett berg i Hällefors kommun. I Kindlaområdet möts tre kommuner: Hällefors, Ljusnarsberg och Lindesberg. Högsta punkten i området är Kindlahöjden. Berget, som når 426 meter över havet, är Sveriges sydligaste höjd över 400 m. Området runt höjden är sedan 18 september 1999 naturreservat och omfattar cirka 1 000 hektar. Här finns barrskogar som är mellan 100 och 120 år gamla, och dessutom har 52 mycket skyddsvärda arter sin hemvist i området. Flera vandringsleder finns i reservatet, och terrängen är relativt kuperad med flera vackra utsiktsplatser. Det finns även flera vindskydd utplacerade i området. På toppen av Kindlahöjden finns ett utsiktstorn som bjuder på en mäktig utsikt över Bergslagens skogsmarker. Området kan nås via skyltade bilvägar från Stripa, Järnboås och vägen mellan Hällefors–Kopparberg.